# Contarinia
Contarinia is een muggengeslacht uit de familie van de galmuggen (Cecidomyiidae).

## Soorten
- C. acerplicans (Kieffer, 1889)
- C. acetosellae

Schapenzuringgalmug (Rübsaamen, 1891)
- C. aconitifloris Stelter, 1962
- C. acrocecis Stelter, 1962
- C. acuta Gagne, 1984
- C. aequalis

Kruiskruidknopgalmug Kieffer, 1898
- C. agrimoniae Felt, 1907
- C. albescentis (Gagne, 1967)
- C. albotarsus (Felt, 1907)
- C. amenti Kieffer, 1909
- C. ampelophila Felt, 1907
- C. anthobia

Springende meidoornbloemgalmug (F. Low, 1877)
- C. anthonoma (Kieffer, 1890)
- C. anthophthora

Springende toortsgalmug (F. Low, 1880)
- C. aprilina Kieffer, 1901
- C. arrhenatheri Kieffer, 1901
- C. artemisiae Rübsaamen, 1917
- C. asclepiadis

Engbloemgalmug (Giraud, 1863)
- C. asperulae Kieffer, 1909
- C. avenae Kieffer, 1901
- C. baeri (Prell, 1931)
- C. baggendorfi Stelter, 1982
- C. balsamifera Felt, 1907
- C. ballotae Kieffer, 1898
- C. barbichei (Kieffer, 1890)
- C. bitensis (Kieffer, 1909)
- C. brizae Kieffer, 1896
- C. bromicola (Marikovskij and Agafonova, 1961)
- C. campanulae (Kieffer, 1895)
- C. camphorosmae (Tavares, 1920)
- C. canadensis Felt, 1908
- C. carpini Kieffer, 1897
- C. catalpae (Comstock, 1881)
- C. cerasiphila (Felt, 1911)
- C. cerasiserotinae (Osten Sacken, 1871)
- C. cerriperda Skuhrava, 1991
- C. citri Barnes, 1944
- C. citrina (Osten Sacken, 1878)
- C. clematidis Felt, 1908
- C. cockerelli (Felt, 1918)
- C. coloradensis Felt, 1912
- C. constricta Condrashoff, 1961
- C. convallaria Rübsaamen, 1925
- C. coronillae Janezic, 1978
- C. coryli

Springende hazelaargalmug (Kaltenbach, 1859)
- C. cotini Kieffer, 1901
- C. craccae

Springende wikkegalmug Loew, 1850
- C. crispans Kieffer, 1909
- C. cucubali Kieffer, 1909
- C. cuniculator Condrashoff, 1961
- C. cybelae Gagne, 1972
- C. chrysanthemi (Kieffer, 1895)
- C. dactylidis (Loew, 1851)
- C. digitata (Loew, 1850)
- C. dipsacearum

Kaardenbolgalmug Rübsaamen, 1921
- C. divaricata Felt, 1908
- C. echii (Kieffer, 1895)
- C. enceliae (Felt, 1916)
- C. erigeronis Kieffer, 1909
- C. excavata (Felt, 1907)
- C. fagi Rübsaamen, 1921
- C. festucae Jones, 1940
- C. flavolinea Felt, 1908
- C. floricola (Oettingen, 1927)
- C. floriperda

Lijsterbesbloesemgalmug Rübsaamen, 1917
- C. florum Rübsaamen, 1917
- C. fraxini (Felt, 1915)
- C. galeobdolontis Kieffer, 1909
- C. galii Kieffer, 1909
- C. gei Kieffer, 1909
- C. halliicola Gagne, 1966
- C. helianthemi (Hardy, 1850)
- C. heraclei

Springende berenklauwgalmug (Rübsaamen, 1889)
- C. hudsonici Felt, 1908
- C. humuli (Theobald, 1909)
- C. hyperici

Springende hertshooigalmug Barnes, 1952
- C. hypochoeridis

Springende biggenkruidgalmug (Rübsaamen, 1891)
- C. ilicis Kieffer, 1898
- C. inquilina Rübsaamen, 1917
- C. inulicola Stelter, 1965
- C. istriana Janezic, 1980
- C. jaapi Rübsaamen, 1914
- C. jacobaeae

Kruiskruidhoofdjesgalmug (Loew, 1850)
- C. johnsoni Felt, 1909
- C. juniperina Felt, 1939
- C. kanervoi Barnes, 1958
- C. kiefferi (Schlechtendal, 1891)
- C. lamii Kieffer, 1909
- C. lamiicola Rübsaamen, 1916
- C. lathyri Kieffer, 1909
- C. lentis Aczel, 1944
- C. lepidii Kieffer, 1909
- C. liliacea Wahlgren, 1957
- C. lilii Kieffer, 1909
- C. lolii Metcalfe, 1933
- C. lonicerae

Springende kamperfoeliegalmug Kieffer, 1909
- C. loti

Springende rolklaverbloemgalmug (De Geer, 1776)
- C. luteola Tavares, 1902
- C. lysimachiae (Rübsaamen, 1893)

- C. maculosa Felt, 1908
- C. majanthemi Rübsaamen, 1925
- C. marchali Kieffer, 1896
- C. martagonis Kieffer, 1909
- C. medicaginis

Luzerneknopgalmug Kieffer, 1895
- C. melanocera Kieffer, 1904
- C. merceri Barnes, 1930
- C. minima Kieffer, 1909
- C. molluginis (Rübsaamen, 1889)
- C. nasturtii

Koolgalmug (Kieffer, 1888)
- C. negundinis (Gillette, 1890)
- C. nicolayi

Berenklauwbloesemgalmug (Rübsaamen, 1895)
- C. nubilipennis (Kieffer, 1889)
- C. nucicola (Osten Sacken, 1878)
- C. obesa Felt, 1918
- C. onobrychidis Kieffer, 1895
- C. ononidis Kieffer, 1899
- C. opuntiae (Felt, 1910)
- C. oregonensis Foote, 1956
- C. partheniicola (Cockerell, 1900)
- C. pastinacae (Rübsaamen, 1891)
- C. perfoliata Felt, 1908
- C. peritomatis (Cockerell, 1913)
- C. petioli

Populierenbladsteelgalmug (Kieffer, 1898)
- C. picridis

Bitterkruidgalmug (Kieffer, 1894)
- C. pilosellae

Muizenoortjesgalmug Kieffer, 1896
- C. pimpinellae Tavares, 1902
- C. piri Tavares, 1922
- C. pisi

Erwtengalmug (Loew, 1850)
- C. polygonati

Springende salomonszegelgalmug Rübsaamen, 1921
- C. populi (Rübsaamen, 1917)
- C. pruniflorum Coutin & Rambier, 1955
- C. pseudotsugae Condrashoff, 1961
- C. pulchripes

Springende brempeulgalmug (Kieffer, 1890)
- C. pyrivora

Perendikkopgalmug (Riley, 1886)
- C. quercicola (Rübsaamen, 1899)
- C. quercina (Rübsaamen, 1890)
- C. quinquenotata

Dagleliegalmug (F. Low, 1888)
- C. racemi (Stebbins, 1910)
- C. ramicola (Rudow, 1875)
- C. rhamni (Rübsaamen, 1892)
- C. ribis

Bessengalmug Kieffer, 1909
- C. rubicola

Springende bramengalmug Kieffer, 1909
- C. rumicina (Tavares, 1919)
- C. rumicis (Loew, 1850)
- C. sambuci (Kaltenbach, 1873)
- C. sambucifoliae Felt, 1907
- C. scabiosae Kieffer, 1898
- C. scoparii

Springende bremknopgalmug (Rübsaamen, 1889)
- C. scrophulariae

Springende helmkruidgalmug Kieffer, 1896
- C. scutati

Ridderzuringgalmug Rübsaamen, 1910
- C. schlechtendaliana (Rübsaamen, 1893)
- C. schulzi Gagne, 1972
- C. setigera (Lintner, 1897)
- C. silenei Tavares, 1916
- C. silvestris Kieffer, 1897
- C. solani

Bitterzoetgalmug (Rübsaamen, 1892)
- C. sorbi

Lijsterbesbladgalmug Kieffer, 1896
- C. spiraeina Felt, 1911
- C. steini

Springende koekoeksbloemgalmug (Karsch, 1881)
- C. subulifex Kieffer, 1897
- C. symphyti Kieffer, 1909
- C. tanaceti Rübsaamen, 1921
- C. tecomae (Felt, 1906)
- C. texana (Felt, 1921)
- C. thalactri (Felt, 1907)
- C. thlaspeos Rübsaamen, 1910
- C. tiliarum

Springende lindegalmug (Kieffer, 1890)
- C. tragopogonis Kieffer, 1909
- C. tremulae

Springende populierenbladgalmug Kieffer, 1909
- C. trifolii Felt, 1907
- C. tritici (Kirby, 1798)
- C. trotteri Kieffer, 1909
- C. truncata Felt, 1908
- C. umbellatarum Rübsaamen, 1910
- C. valerianae

Valeriaangalmug (Rübsaamen, 1890)
- C. variabilis Rübsaamen, 1917
- C. verna (Curtis, 1827)
- C. vernalis (Felt, 1908)
- C. verrucicola (Osten Sacken, 1875)
- C. viatica Felt, 1908
- C. viburnorum

Sneeuwbalgalmug Kieffer, 1913
- C. vincetoxici Kieffer, 1909
- C. virginianiae (Felt, 1906)
- C. viridiflava Felt, 1908
- C. viticola Rübsaamen, 1906
- C. washingtonensis Johnson, 1963
- C. wattsi Gagne, 1966
- C. zauschneriae (Felt, 1912)